# Гюрищки конгрес
Гюрищкият конгрес е конгрес на Скопския революционен окръг на Вътрешната македоно-одринска революционна организация.

## История
Проведен е в 1907 година в Гюрищкия манастир край село Преод, Щипско. Председател на конгреса е Тодор Александров, а сред делегатите са Ефрем Чучков, Васил Дервишов, Кръстю Лазаров, Даме Мартинов, Евтим Миндизов, Лазар Замфиров.
Конгресът взима решение никой да не предава оръжието си на властите, а ако смята, че не може да го укрие, да го предаде на местната чета.
Конгресът е предаден от Стойчо от Живине и Стоил от Джидимирци. По селата тръгват потери да залавят оръжие и участници в конгреса.